# Ветар нешто носи
„Ветар нешто носи” је југословенски кратки филм из 1963. године. Режирао га је Светислав Штетин који је написао и сценарио.

## Улоге
| Глумац        | Улога |
| ------------- | ----- |
| Милорад Мајић |       |